# Cyril Zapletal
Cyril Zapletal (* 15. července 1949 Prostějov) je český politik, v letech 2006 až 2013 poslanec Parlamentu ČR za Liberecký kraj, člen ČSSD, předtím v 90. letech 20. století předseda Odborového svazu pracovníků hornictví.

## Vzdělání, profese a rodina
V letech 1967–1980 pracoval jako horník na Dole 1. máj , pův. název Barbora , v Karviné. Poté v období 1980 – 1988 působil na postu pomocného ekonoma v dole Darkov a při zaměstnání si dálkově dodělal maturitu na SPŠ hornické, kterou zakončil roku 1987. Od roku 1988 byl aktivní v odborech. Mezi lety 1988 – 1991 působil jako předseda základní organizace odborů dolu Darkov, v letech 1991 – 1992 předsedal ostravské OKD. V roce 1992 se stal předsedou Odborového svazu pracovníků hornictví, geologie a naftového průmyslu, který zastupoval až do roku 2003. V době jeho nástupu do čela tého odborové organizace proti němu v Ostravě vznikla petice pod heslem „Požadavek na čistotu hornických odborů“, v níž mu bylo vyčítáno angažmá v předlistopadovém ROH. Zapletal ale říká, že za aktivity v ROH se nestydí a že pomohl lidem v mnoha individuálních případech. V roce 1992 organizoval velkou demonstraci horníků na Staroměstském náměstí v Praze, jejímž výsledkem bylo uvolnění 4 miliard korun pro hornický sektor. V rozhovoru v roce 2003 již ovšem uznává, že jeho tehdejší radikalismus je minulostí a mluvil o korektních vztazích s politiky z levicových i pravicových stran.
Od roku 2003 do svého zvolení poslancem pracoval ve státním podniku Diamo coby asistent ředitele podniku. V roce 1994 neúspěšně kandidoval do čela ČMKOS.
Je ženatý, má dvě děti.

## Politická kariéra

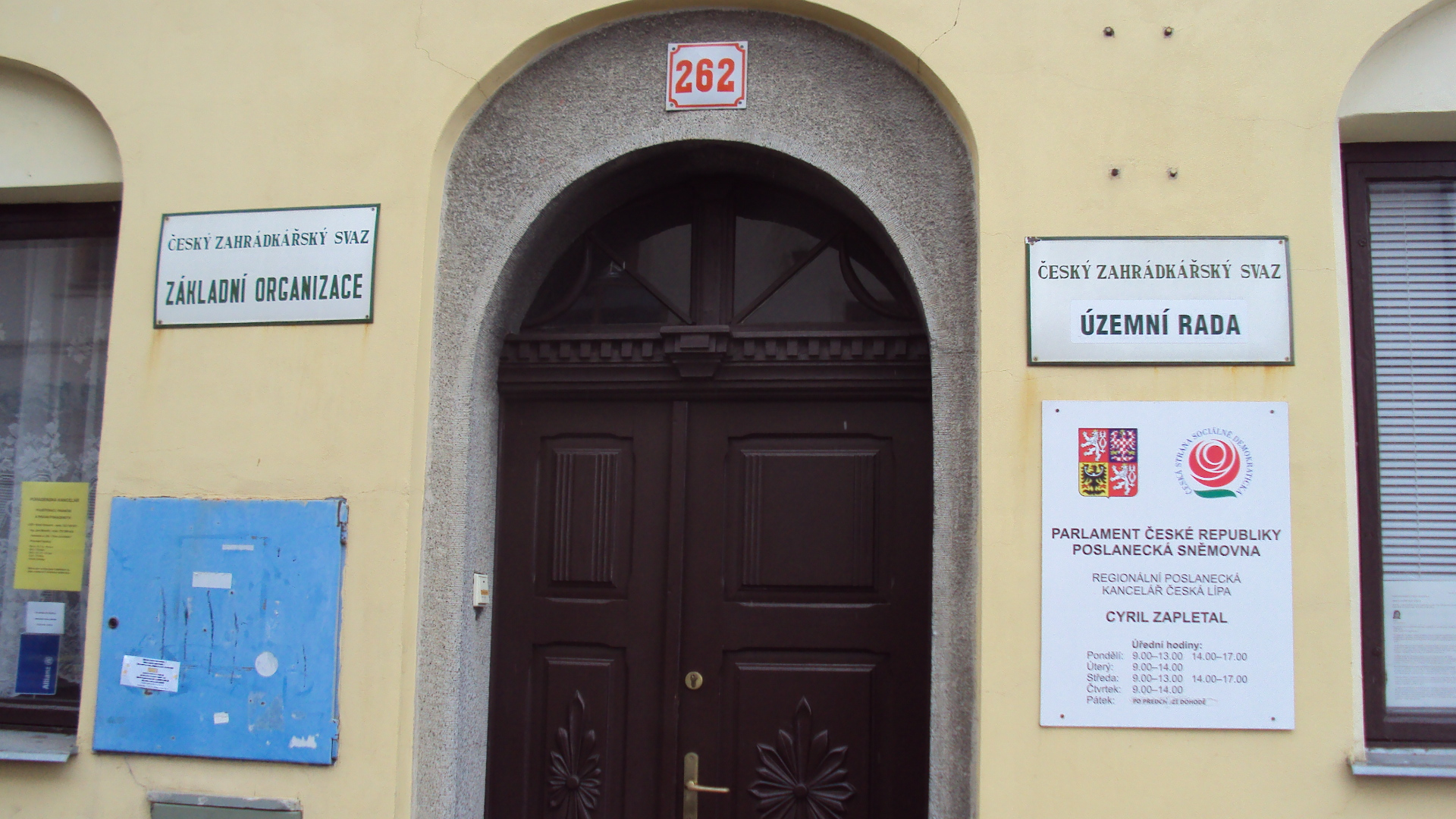
Poslanecká kancelář v České Lípě, Sokolská ulice

V senátních volbách roku 1996 neúspěšně kandidoval jako nestraník do horní komory parlamentu za obvod č. 74 – Karviná. Obdržel 12,49 % hlasů a nepostoupil do 2. kola.
Ve volbách v roce 2002 kandidoval do poslanecké sněmovny za ČSSD (volební obvod Ústecký kraj). Nebyl zvolen, ale do sněmovny usedl dodatečně v únoru 2006 poté, co rezignoval poslanec Josef Hojdar. Byl členem sněmovního hospodářského výboru a organizačního výboru. Poslanecký mandát obhájil ve volbách v roce 2006. Zasedl do sněmovního hospodářského výboru. V letech 2009–2010 byl i členem organizačního výboru. Působil rovněž od října 2006 na postu místopředsedy poslaneckého klubu ČSSD. Opětovně byl do sněmovny zvolen ve volbách v roce 2010 (nyní za Liberecký kraj). Stal se místopředsedou hospodářského výboru a členem organizačního výboru. I nadále zastával funkci místopředsedy poslaneckého klubu sociální demokracie.